# Eurytyloides kusigematii
Eurytyloides kusigematii är en stekelart som beskrevs av Nakanishi 1978. Eurytyloides kusigematii ingår i släktet Eurytyloides och familjen brokparasitsteklar. Inga underarter finns listade i Catalogue of Life.